# Sindbad al-Hakim
Sindbad al-Hakim és un recull de contes que ja existia al segle x, en versió àrab traduïda del pahlevi, i que probablement tenia origen indi. Se l'anomena també Llibre dels set visirs.